# Utunk
Utunk a romániai magyarság irodalmi, művészeti és kritikai hetilapja. Székhely: Kolozsvár. 1946-tól az 1989-es fordulatig jelent meg.

## Története
A II. világháború után a Romániai Magyar Írók Szövetsége adta közre, 1949-ben a közreadó szövetség megszűnt, ettől kezdve a Romániai Írók Szövetségének magyar lapjaként jelent meg. A lap első szerkesztője Gaál Gábor, később Sőni Pál és Földes László, 1958-tól Létay Lajos. Marosi Péter vezette a hetilap irodalomkritikai rovatát.
Az Utunk c. hetilap Erdély egész magyar irodalmi, művelődési, színházművészeti és képzőművészeti életének jeles alkotásairól és eseményeiről beszámolt vagy közreadta őket. Az 1950-es évek első felében az egész kelet-európai kulturális életet hatalmába kerítő sematizmus jellemezte, a polgári írókat, a demokratikus hagyományokat mellőznie kellett az Utunknak is.
Az 1950-es évek végén és az 1960-as évek elején változott a helyzet, Földes László már toleráns szerkesztést valósíthatott meg, az addig kiszorított írók műveit megjelentette, sőt cikksorozatot indítottak a két világháború közti romániai magyar irodalomról.
Az Erdélyben oly kedvelt műfaj, a riport az Utunk hasábjain is megjelent segítve a szülőföld jobb megismerését. Az 1970-es években a fiatal induló költők, írók kaptak nagyobb teret, a Forrás-nemzedékek írói. Új neoavantgárd stílusban jelentkeztek és próbálták védelmezni a magyar kultúrát a bukaresti diktatúra elnyomó törekvései ellen.
1968 és 1989 közt 22 Utunk évkönyvet adtak közre gondos válogatásban. Papírhiánnyal, pénzhiánnyal folyamatosan küszködniök kellett, kivált a diktatúra legkeményebb évtizedében (1980-as évek).
Az 1989-es fordulat után az Utunk helyét a Helikon töltötte be.

## Az Utunk jeles publicistáiból
|  |  |  |  | - Daróczi-Szabó Árpád - Gergely Tamás - Görbe István - Gredinár Aurél - Gréda József - Járai Rezső - Jeney-Lám Erzsébet - Maderspach Viola - Márkó Imre - Marx József - Máté Gábor - Mátis Béla - Mátray László - Medgyesi Emese - Mihálka György - Miklós László - Miklósi-Sikes Csaba - Molnár János - Molnár Zsófi - Mottl Román - Mózes-Finta Edit - Mózes Magda | - Mráz Lajos - Murvai László - Nagy Annamária - Serényi József - Serényi-Sprenger Ferenc - Sipos András - Sróth Ödön - Suba Dani - Sükösd János - Szabó Pál Endre - Szabó Sándor - Szabó Sándor - Számadó Ernő - Szász Béla - Szász-Mihálykó Attila - Szekernyés László - Szenyei Sándor - Szives Sándor - Szőcs Ráchel - Sztojka László - Sztranyiczki Gábor - Tabák László - Takács Gábor | - Tamás Tímea - Tapodi Zsuzsa - Telegdi Magda - Tóth József - Török Csorja Viola - Török László - Török Sándor - Tövissi Lajos - Tuduka Oszkár - Vágó Béla - Vajda Ferenc - Vajda Gyula - Vallasek Márta - Varga Gábor - Varró Ilona - Vita László - Vitus K. György - Weissmann Endre - Zimán József - Zsigmond Ferenc (emlékíró) - Zsisku János |

## Keresztút
Keresztút – az Utunk rejtvényfüzete. Első számát 1977 decemberében adták ki; kezdetben nagyobb időközönként, 1980-tól évente háromszor, 1983 januárjától rendszeresen havonta jelent meg 16 oldalon. Irodalmi jellegű keresztrejtvényeket, táblarejtvényeket, képrejtvényeket közölt. Főmunkatársai Lőrinczy Edit és Rámay Tibor voltak.